# هومستيد-ميامي سبيدواي
هومستيد-ميامي سبيدواي هو مضمار لسباق السيارات المسار الموجود في هومستيد، فلوريدا. حيث أن المسار، الذي يحتوي على العديد من التكوينات، على العديد من سلاسل السباقات، بما في ذلك ناسكار، ال سلسلة إندي كار، ال بطولة ويذر تك للسيارات الرياضية سلسلة، وسلسلة كأس البطولات.
من عام 2002 إلى عام 2019، استضاف هومستيد–ميامي سبيدواي السباق الأخير لهذا الموسم في جميع سلاسل ناسكار الثلاثة باسم بطولة فورد نهاية الأسبوع: من سلسلة كأس ناسكار، سلسلة ناسكار إكسفينيتي، وال ناسكار التخييم سلسلة شاحنة العالم. وتحتوي هذه السباقات حاليا على أسماء ديكسي الفودكا 400، قوارب المنافس 250، والصحة المعمدانية 200، على التوالي.

## التاريخ
شيد سباق الدراجات النارية، مع جهود المروج رالف سانشيز، كجزء من خطة للمساعدة انتعاش هومستيد بعد الدمار الناجم عن إعصار أندرو. بدأ وضع حجر الأساس في 24 أغسطس 1993، بعد عام واحد بالضبط من الإعصار.
تم افتتاحه في نوفمبر 1995 بسباق سلسلة بوشناسكار، وهو السباق الأخير لهذا الموسم. ستستمر سلسلة بوش في عقد سباقات نهاية الموسم في هومستيد ؛ في نهاية سباقات كأس ناسكار وينستون 2002 وسلسلة الشاحنة الحرفية ستعقد أيضًا سباقات نهاية الموسم في هومستيد أيضًا. من 2002 إلى 2019، قامت ناسكار بتسويق سباقات هومستيد التي تنتهي الموسم باسم نهاية أسبوع بطولة فورد .
في ربيع عام 1996، CART عقدت السلسلة سباقها الأول هناك.
يعكس المسار منطقة آرت ديكو في شاطئ ميامي القريب مع استخدامه الليبرالي للألوان مثل المائي والأرجواني والفضي. على الرغم من أن المسار نفسه كان يُعتبر ممتعًا من الناحية الجمالية منذ البداية، إلا أن السباق في هومستيد لم يكن جيدًا في البداية. تم افتتاح المسار على شكل بيضاوي مستطيل الشكل بأربعة أدوار، بناءً على تخطيط إنديانابوليس موتور سبيدواي، من قبيل الصدفة بالنظر إلى تلك الدائرة وشاطئ ميامي تم تطويرهما بواسطة كارل جي فيشر. ومع ذلك، نظرًا لقصر للمسافة، لم يكن المسار قادرًا على الحفاظ على خصائص السباق الخاصة بطريق إنديانابوليس موتور سبيدواي. بدلاً من ذلك، جعلت المنعطفات والمآزر الحادة والمسطحة المرور أمرًا صعبًا وخفضت السرعة الإجمالية. كما خلقت الهندسة أيضًا زوايا تصادم شديدة غير مواتية. في عام 1996، حاولت إدارة المسار تصحيح المشكلات عن طريق توسيع مآزر المنعطفات بما يصل إلى 24 قدمًا (7.3 م). تم تصوير فيلمسوبر سبيدواي على الطريق السريع قبل إعادة تشكيل المسار إلى شكل بيضاوي. في صيف عام 1997، أقيم مشروع إعادة تشكيل بقيمة 8.2 مليون دولار بتغيير المنعطفات من المستطيل إلى المنعطفات التقليدية المستمرة والبيضاوية.
في عام 2003، تم إعادة تشكيل المسار مرة أخرى. تم تغيير المنعطفات من الخدمات المصرفية المتغيرة في الغالب إلى الخدمات المصرفية شديدة الانحدار. في عام 2005، تم تركيب الأضواء للسماح بالسباق الليلي لأول مرة. وأشاد المشجعون بالتجديدات، وأنتج المسار عددًا من التشطيبات القريبة، بما في ذلك معركة اللفة الأخيرة لعام 2005 بين جريج بيفل ومارك مارتن.
في 26 مارس 2006، من دوري سباق إندي السائق بول دانا أصيب بجروح قاتلة في جلسة الاحماء قبل السباق عندما كان متورطا في تصادم عالي السرعة مع إد كاربنتر في أكثر 215 ميل في الساعة (346 كم/س). كما أن هناك بعض السائقين الآخرين يعانون من إصابات قاتلة في سباق الدراجات النارية هي جون نيمتشيك في سباق الشاحنات الاحترافي في 16 مارس 1997، وجيف كلينتون الذي توفي في حدث غراند آم للسيارات الرياضية على المضمار في مارس 2002.
في عام 2009، أصبحت هومستيد موطنا لما مجموعه خمسة أحداث من سلسلة السباقات في نهاية الموسم، مع غينسكو التأمين على السيارات إندي 300 وخاتمة لسلسلة إيرل إنديكار وكذلك جراند آم سلسلة سيارات رولكس الرياضية والانتقال إلى أكتوبر من الموسم في وقت مبكر مع الفتحات التقليدية . وتوقف سلسلة سيارات إندي سباقها المحلي بينما غيرت سلسلة رولكس لاحقا سباقها المحلي إلى موعد في وقت سابق من الموسم.
وراء المدرج الرئيسي قناة هومستيد أرسي ل السيارات التي تسيطر عليها الراديو، والتي تم استخدامه لاستضافة 2011 في عالم إفمار إلى عن على 1: 8 سيارات المسار جيم.

### طول المسار البيضاوي المعبدة
تم قياس CART للسباق الافتتاحي في عام 1996 بطول 1.517 ميل (2.441 كـم). وتمت الإشارة إلى هذا الطول بالتخطيط المستطيل القديم. في عام 1998 تم إعادة قياس طول المسار إلى 1.502 ميل (2.417 كـم) ثم تم استخدام هذا الطول أيضا للتوقيت والتسجيل حتى آخر سباق للعربات في عام 2000. تمت الإشارة إلى هذا الطول إلى تخطيط الرسم الهندسي. وتوقيت ناسكار وسجل استخدام طول 1.50 ميل (2.41 كـم). ثم تم استخدام هذا الطول من قبل إيرل بين عامي 2001 و2003 أيضا. منذ عام 2004 توقيت إيرل وسجل استخدام طول المسار المعاد قياسه من 1.485 ميل (2.390 كـم). كما أن هذا الطول المشار إليه لتخطيط راهن جديد. حيث أن ناسكار لا تزال تستخدم 1.5 ميل للتخطيط بجميع التخاطيط الجديدة.

## تكوينات المسار
تستخدم جميع الخرائط خطوطا رمادية متقطعة للدورات الأخرى. فتمثل الخطوط الرمادية الصلبة خيارات طريق الحفرة الأخرى للدورة المعروضة.
- سبيدواي
- مسار الطريق
- مسار الطريق المعدل

## أحداث السباق

### السباقات الحالية
- سلسلة كأس ناسكار
  - ديكسي الفودكا 400 (1999 إلى الوقت الحاضر)
- سلسلة ناسكار إكسفينيتي
  - قوارب المنافس 250 (1995 إلى الوقت الحاضر)
- ناسكار التخييم سلسلة شاحنة العالم
  - الصحة المعمدانية 200 (1996 إلى الوقت الحاضر)[ا]

### السباقات السابقة
- بطولة الأطلسي
  - جائزة مارلبورو الكبرى في ميامي (1996، 1997، 2000)
- عربة
  - جائزة مارلبورو الكبرى في ميامي (1996–2000)
- اطارات كوبر بطولة أمريكا اف 2000 الوطنية مدعوم من مازدا
  - مهرجان الشتاء (2011)
- بطولة جي تي
  - منزل 3 ساعة (1998، 1999)
- فلوريدا سلسلة الشتاء (2014)
- فورمولا رينو أمريكا الشمالية (2003)
- غراند آم سلسلة سيارات رولكس الرياضية
  - جائزة ميامي الكبرى (2000–2012)
- إمسا تحدي كونتيننتال للإطارات الرياضية
  - كيا 200 (2003–2004، 2007، 2009–2012)
- أضواء إندي
  - فودكا فوزي الترا بريميوم 100 (1996–1999، 2003–2010)
- ناسكار التخييم سلسلة شاحنة العالم
  - سوبر تراك 25 (1995)
- سلسلة داش ناسكار قودي (1995–1998)
- ناسكار أوتو زون قسم النخبة، سلسلة جنوب شرق (1995–1998، 2000)
- أوساك الفضة تاج سلسلة (2006، 2007)
- بطولة الولايات المتحدة لسباق الطرق
  - الروعة السيارات الرياضية (1998–1999)
- سلسلة إندي كار
  - كافي دو برازيل إندي 300 (2001–2010)
- سلسلة ترانس آم (1996، 1998، 2014–2018)

## المحاضر

### إندي كار
| النوع            | المسافة (ميل / كم) | التاريخ        | سائق               | الشاسيه / المحرك | الوقت        | متوسط السرعة (ميل في الساعة / كم / ساعة) |
| ---------------- | ------------------ | -------------- | ------------------ | ---------------- | ------------ | ---------------------------------------- |
| التصفيات (1 لفة) | 1.5 / 2.390        | 25 مارس 2006   | سام هورنيش، الابن. | دالارا / هوندا   | 24.462       | 218.539 / 351.704                        |
| سباق (200 لفة)   | 300.000 / 477.975  | 10 أكتوبر 2009 | داريو فرانشيتي     | دالارا / هوندا   | 1:28:28.3117 | 201.4318 / 324.1730                      |

### ناسكار
| سجل                    | السنة            | التاريخ          | سائق             | صنع السيارة      | الوقت            | متوسط السرعة (ميل)          |
| سلسلة كأس ناسكار       | سلسلة كأس ناسكار | سلسلة كأس ناسكار | سلسلة كأس ناسكار | سلسلة كأس ناسكار | سلسلة كأس ناسكار | سلسلة كأس ناسكار            |
| ---------------------- | ---------------- | ---------------- | ---------------- | ---------------- | ---------------- | --------------------------- |
| التصفيات               | 2014             | 14 نوفمبر        | براد كيسيلوفسكي  | فورد             | 29.795           | 181.238                     |
| سباق (400 اميال)       | 2012             | 14 نوفمبر        | جيف جوردون       | تشيفي            | 2:51:14          | 142.245                     |
| سلسلة ناسكار إكسفينيتي |                  |                  |                  |                  |                  |                             |
| التصفيات               | 2004             | 20 نوفمبر        | كيسي ميرز        | دودج             | 30.348           | 177.936                     |
| سباق (300 اميال)       | 2001             | 10 نوفمبر        | جو نيمتشيك       | تشيفي            | 2:16:10          | 132-191 (قبل إعادة التشكيل) |
| سلسلة شاحنة ناسكار     |                  |                  |                  |                  |                  |                             |
| التصفيات               | 2007             | 16 نوفمبر        | جون وود          | فورد             | 31.180           | 173.188                     |
| سباق (200 اميال)       | 2002             | 15 نوفمبر        | رون هورناداي     | تشيفي            | 1:30:30          | 133.260 (قبل إعادة التشكيل) |

إحصائيات ناسكار
| معظم انتصارات      | 3    | جريج بيفل، توني ستيوارت  |
| معظم أعلى 5 ثانية  | 11   | كيفن هارفيك              |
| معظم أعلى 10 ثانية | 17   | كيفن هارفيك              |
| يبدأ               | 20   | كيفن هارفيك، جيمي جونسون |
| البولنديين         | 3    | ديني هاملين              |
| معظم لفات الانتهاء | 5346 | كيفن هارفيك              |
| معظم لفات الصمام   | 615  | كارل إدواردز             |
| متوسط. ابدأ*       | 7.8  | كيسي كان                 |
| متوسط. إنهاء*      | 6.0  | كارل إدواردز             |

* من الحد الأدنى 4 يبدأ.
(اعتبارا من 11/18/12)

## ملاحظة
1. ↑  The 2021 race was canceled due to the جائحة فيروس كورونا.[9]

## روابط خارجية
- العزبة-ميامي سباق الدراجات النارية – الموقع الرسمي
- هومستيد-ميامي سبيدواي نتائج السباق في "racing-reference"
- صورة عالية الدقة من خرائط جوجل